# Maya Kidowaki
Maya Kidowaki (木戸脇 真也, Kidowaki Maya, née le 17 mai 1969) est une joueuse de tennis japonaise, professionnelle au début des années 1990.
Elle a joué le 3e tour à Roland-Garros en 1991 (battue par Jennifer Capriati), sa meilleure performance en simple dans une épreuve du Grand Chelem. À l'issue de la saison, le 4 novembre, elle se hisse au 68e rang mondial en simple du classement WTA.
Membre de l'équipe japonaise de Coupe de la Fédération au début des années 1990, elle dispute à deux occasions le 2e tour de la compétition, en 1990 et 1992.
Pendant sa carrière, Maya Kidowaki a gagné deux fois l'Open du Japon en double dames, en 1991 et 1993, respectivement associée à Amy Frazier et Ei Iida.

## Palmarès

### Titres en double dames
| No | Date       | Nom et lieu du tournoi   | Catégorie | Dotation  | Surface    | Partenaire  | Finalistes                | Score         |          |
| -- | ---------- | ------------------------ | --------- | --------- | ---------- | ----------- | ------------------------- | ------------- | -------- |
| 1  | 08-04-1991 | Suntory Japan Open Tokyo | Tier IV   | 150 000 $ | Dur (ext.) | Amy Frazier | Yone Kamio Akiko Kijimuta | 6-2, 6-4      | Parcours |
| 2  | 05-04-1993 | Suntory Japan Open Tokyo | Tier III  | 150 000 $ | Dur (ext.) | Ei Iida     | Li Fang Kyoko Nagatsuka   | 6-2, 4-6, 6-4 | Parcours |

### Finale en double dames
Aucune

## Parcours en Grand Chelem

### En simple dames
| Année | Open d'Australie | Open d'Australie   | Internationaux de France | Internationaux de France | Wimbledon       | Wimbledon      | US Open         | US Open          |
| 1990  | 2e tour (1/32)   | Isabelle Demongeot | 1er tour (1/64)          | Sylvia Hanika            | 1er tour (1/64) | Laura Arraya   | 1er tour (1/64) | Patty Fendick    |
| 1991  | 2e tour (1/32)   | Steffi Graf        | 3e tour (1/16)           | Jennifer Capriati        | 2e tour (1/32)  | Laura Garrone  | 1er tour (1/64) | Karina Habšudová |
| 1992  | 2e tour (1/32)   | Marketa Kochta     | 2e tour (1/32)           | Andrea Strnadová         | 1er tour (1/64) | Judith Wiesner | -               | -                |
| 1993  | 1er tour (1/64)  | Julie Halard       | -                        | -                        | -               | -              | -               | -                |

À droite du résultat, l’ultime adversaire.

### En double dames
| Année | Open d'Australie             | Open d'Australie         | Internationaux de France    | Internationaux de France   | Wimbledon                     | Wimbledon               | US Open                     | US Open                  |
| 1989  | 1er tour (1/32) Naoko Sato   | Ann Devries N. Jagerman  | -                           | -                          | 1er tour (1/32) Akemi Nishiya | B. Potter Kathy Rinaldi | -                           | -                        |
| 1990  | 1er tour (1/32) Kimiko Date  | Kathy Jordan E. Smylie   | 2e tour (1/16) Alison Scott | Kohde-Kilsch B. Schultz    | 1er tour (1/32) Alison Scott  | Beth Herr Terry Phelps  | 1er tour (1/32) Nana Miyagi | M. L. Piatek Wendy White |
| 1991  | 2e tour (1/16) Alison Scott  | Jo-Anne Faull M. Jaggard | 1er tour (1/32) I. Driehuis | G. Coorengel A. van Buuren | 2e tour (1/16) Peanut Louie   | Navrátilová Pam Shriver | 2e tour (1/16) Amy Frazier  | Elna Reinach Anne Smith  |
| 1992  | 1er tour (1/32) C. Lindqvist | Ayako Hirose Yone Kamio  | 1er tour (1/32) Kimiko Date | N. Jagerman B. Schultz     | 1er tour (1/32) Kimiko Date   | J. Fuchs K. Habšudová   | -                           | -                        |
| 1993  | 1er tour (1/32) N. Sawamatsu | Nicole Pratt K. Sharpe   | 2e tour (1/16) K. Godridge  | Lori McNeil Rennae Stubbs  | 1er tour (1/32) Ei Iida       | K. Maleeva N. Tauziat   | 1er tour (1/32) Ei Iida     | A. Coetzer Gorrochategui |
| 1994  | 1er tour (1/32) D. Jones     | M. Maleeva Helena Suková | -                           | -                          | -                             | -                       | -                           | -                        |

Sous le résultat, la partenaire ; à droite, l’ultime équipe adverse.

### En double mixte
| Année | Open d'Australie | Open d'Australie | Internationaux de France  | Internationaux de France   | Wimbledon | Wimbledon | US Open | US Open |
| 1993  | -                | -                | 1er tour (1/32) Ken Flach | Jo-Anne Faull H. J. Davids | -         | -         | -       | -       |

Sous le résultat, le partenaire ; à droite, l’ultime équipe adverse.

## Parcours aux Jeux olympiques

### En double dames
| # | Date       | Nom de l'olympiade      | Surface      | Résultat      | Partenaire  | Ultimes adversaires           | Score     |          |
| - | ---------- | ----------------------- | ------------ | ------------- | ----------- | ----------------------------- | --------- | -------- |
| 1 | 28/07/1992 | Olympic Games Barcelone | Terre (ext.) | 2e tour (1/8) | Kimiko Date | Jana Novotná Andrea Strnadová | 6-3, 7-64 | Parcours |

## Parcours en Coupe de la Fédération
| #                                                            | Date       | Lieu       | Surface      | Gagnante(s)                       | Perdante(s)                      | Score         |          |
|                                                              |            |            |              |                                   |                                  |               |          |
| 1990 - 1er tour (groupe mondial) - Japon - Chine - 3 : 0     |            |            |              |                                   |                                  |               |          |
| 1                                                            | 23/07/1990 | Atlanta    | Dur (ext.)   | Maya Kidowaki Nana Miyagi         | Li Fang Tang Min                 | 6-1, 6-1      | Parcours |
|                                                              |            |            |              |                                   |                                  |               |          |
| 1990 - 2e tour (groupe mondial) - Autriche - Japon - 2 : 1   |            |            |              |                                   |                                  |               |          |
| 2                                                            | 23/07/1990 | Atlanta    | Dur (ext.)   | Maya Kidowaki Nana Miyagi         | Barbara Paulus Beate Reinstadler | 6-0, 6-0      | Parcours |
|                                                              |            |            |              |                                   |                                  |               |          |
| 1991 - 1er tour (groupe mondial) - Australie - Japon - 2 : 1 |            |            |              |                                   |                                  |               |          |
| 3                                                            | 22/07/1991 | Nottingham |              | Nicole Provis Elizabeth Smylie    | Kimiko Date Maya Kidowaki        | 6-3, 6-3      | Parcours |
|                                                              |            |            |              |                                   |                                  |               |          |
| 1991 - Barrage (groupe mondial I) - Belgique - Japon - 1 : 2 |            |            |              |                                   |                                  |               |          |
| 4                                                            | 25/07/1991 | Nottingham |              | Kimiko Date Maya Kidowaki         | Sabine Appelmans Ann Devries     | 3-6, 6-2, 6-3 | Parcours |
|                                                              |            |            |              |                                   |                                  |               |          |
| 1992 - 1er tour (groupe mondial) - Japon - Indonésie - 2 : 1 |            |            |              |                                   |                                  |               |          |
| 5                                                            | 13/07/1992 | Francfort  | Terre (ext.) | Yayuk Basuki Suzanna Wibowo       | Mana Endo Maya Kidowaki          | 6-1, 6-1      | Parcours |
|                                                              |            |            |              |                                   |                                  |               |          |
| 1992 - 2e tour (groupe mondial) - Japon - Argentine - 1 : 2  |            |            |              |                                   |                                  |               |          |
| 6                                                            | 15/07/1992 | Francfort  | Terre (ext.) | Florencia Labat Patricia Tarabini | Kimiko Date Maya Kidowaki        | 7-5, 6-3      | Parcours |

## Classements WTA en fin de saison

### En simple
| Année | 1986 | 1987 | 1988 | 1989 | 1990 | 1991 | 1992 | 1993 | 1994 |
| Rang  | 325  | 220  | 245  | 138  | 93   | 73   | 147  | 200  | 545  |

Source : (en) « Classements de Maya Kidowaki », sur le site officiel du WTA Tour

### En double
| Année | 1986 | 1987 | 1988 | 1989 | 1990 | 1991 | 1992 | 1993 | 1994 |
| Rang  | 177  | 218  | 219  | 156  | 84   | 42   | 104  | 81   | 785  |

Source : (en) « Classements de Maya Kidowaki », sur le site officiel du WTA Tour